# Lijst van burgemeesters van Luxemburg
De lijst van burgemeesters van Luxemburg-Stad sinds 1800.
| Naam                          | Ambtstermijn |
| ----------------------------- | ------------ |
| François Scheffer             | 1800 - 1802  |
| Jean-Baptiste Servais         | 1803 - 1811  |
| Charles baron de Tornaco      | 1811 - 1814  |
| Bonaventure Dutreux-Boch      | 1814 - 1816  |
| François Scheffer             | 1816 - 1817  |
| Constantin Joseph Pescatore   | 1817 - 1820  |
| François Scheffer             | 1820 - 1822  |
| François Röser                | 1822 - 1827  |
| François Scheffer             | 1827 - 1843  |
| Fernand Pescatore             | 1844 - 1848  |
| Jean-Pierre David Heldenstein | 1848 - 1850  |
| Gabriel de Marie              | 1850 - 1854  |
| Jean-Pierre David Heldenstein | 1855 - 1865  |
| Théodore Eberhard             | 1865 - 1869  |
| Jean Mersch-Wittenauer        | 1869 - 1873  |
| Charles Simonis               | 1873 - 1875  |
| Emmanuel Servais              | 1875 - 1890  |
| Alexis Brasseur               | 1890 - 1894  |
| Émile Mousel                  | 1894 - 1904  |
| Alphonse Munchen              | 1905 - 1914  |
| Léandre Lacroix               | 1914 - 1918  |
| Luc Housse                    | 1918 - 1920  |
| Gaston Diderich (PRS)         | 1921 - 1946  |
| Emile Hamilius (DP)           | 1946 - 1963  |
| Paul Wilwertz (LSAP)          | 1964 - 1969  |
| Colette Flesch (DP)           | 1970 - 1980  |
| Camille Polfer (DP)           | 1980 - 1981  |
| Lydie Wurth-Polfer (DP)       | 1982 - 1999  |
| Paul Helminger (DP)           | 1999 - 2011  |
| Xavier Bettel (DP)            | 2011 - 2013  |
| Lydie Wurth-Polfer (DP)       | 2013 - heden |